# Jakub Skiba
Jakub Tadeusz Skiba (ur. 16 maja 1961 w Krakowie) – polski urzędnik państwowy i historyk gospodarki. W latach 2007–2013 członek Zarządu Narodowego Banku Polskiego, w latach 2015–2017 sekretarz stanu w Ministerstwie Spraw Wewnętrznych i Administracji, p.o. prezesa Polskiej Wytwórni Papierów Wartościowych (2017–2018), prezes Polskiej Grupy Zbrojeniowej (2018), dyrektor Centrum Badań nad Bezpieczeństwem w Akademii Sztuki Wojennej (2019–2020), ambasador RP w Brazylii (2020–2023).

## Życiorys
W 1986 ukończył studia historyczne na Katolickim Uniwersytecie Lubelskim. W 1987 otrzymał pierwszą nagrodę Polskiego Towarzystwa Historycznego za najlepszą pracę magisterską w Polsce. Po zmianach ustrojowych w Polsce w 1989 początkowo zaangażował się w działalność polityczną, osiągając stanowisko sekretarza zarządu wojewódzkiego Porozumienia Centrum. Podjął jednak decyzję o wyborze kariery w administracji publicznej. W 1993 został absolwentem Krajowej Szkoły Administracji Publicznej (KSAP). W 2016 uzyskał stopień doktora nauk ekonomicznych (specjalność: historia gospodarcza, bankowości, pieniądza) w Szkole Głównej Handlowej na podstawie pracy zatytułowanej Reglamentacja dewizowa w Polsce w latach 1936–39.
Pracował w Najwyższej Izbie Kontroli (1993), Ministerstwie Spraw Zagranicznych (1993–1996 i 2003–2005) oraz jako I sekretarz w Stałym Przedstawicielstwie RP przy ONZ w Nowym Jorku (1996–1997). Od 1997 do 1999 był dyrektorem biura szefa Kancelarii Prezesa Rady Ministrów, następnie był dyrektorem generalnym w Głównym Urzędzie Statystycznym i pełniącym obowiązki zastępcy dyrektora biura dyrektora generalnego w MSZ. Za kadencji Lecha Kaczyńskiego zajmował stanowisko dyrektora Biura Administracji i Spraw Obywatelskich w Urzędzie Miasta Stołecznego Warszawy. Po wyborach parlamentarnych w 2005 pełnił obowiązki dyrektora generalnego w Ministerstwie Spraw Wewnętrznych i Administracji. Następnie został dyrektorem generalnym w Kancelarii Prezesa Rady Ministrów (2005–2007). Był członkiem rady KSAP (2000–2007), Rady do Spraw Uchodźców (1999–2004) i Komisji Majątkowej (2005–2007).
W listopadzie 2007 powołany przez prezydenta RP Lecha Kaczyńskiego na stanowisko członka Zarządu NBP, jego kadencja zakończyła się 2 listopada 2013.
18 listopada 2015 został powołany na sekretarza stanu w MSWiA. Pełnił tę funkcję do 19 października 2017, dzień później objął obowiązki prezesa Polskiej Wytwórni Papierów Wartościowych. 8 lutego 2018 przeszedł na stanowisko p.o. prezesa Polskiej Grupy Zbrojeniowej. Od 23 lutego do września tego samego roku pełnił obowiązki prezesa Polskiej Grupy Zbrojeniowej.
W 2019 objął funkcję dyrektora Centrum Badań nad Bezpieczeństwem w Akademii Sztuki Wojennej. W styczniu 2020 otrzymał nominację na ambasadora RP w Brazylii. Kadencję rozpoczął na początku marca 2020. Odwołany w styczniu 2023 ze skutkiem na 28 lutego 2023.
Czynnie posługuje się językiem angielskim i francuskim, biernie językiem hiszpańskim i rosyjskim.

## Wyróżnienia
- Medal Pamiątkowy XXV-lecia NSZZ Funkcjonariuszy Straży Granicznej – 2016[15]

## Publikacje książkowe
- Jakub Skiba: Itinerarium: moja podróż w głąb Europy. Kielce: Wydawnictwo Jedność, 2012, s. 207. ISBN 978-83-7660-494-7.
- Jakub Skiba: Reglamentacja dewizowa w Polsce w latach 1936–1939: podstawa finansowa polskiej polityki zbrojeniowej. Warszawa: Wydawnictwo Akademii Sztuki Wojennej, 2019, s. 594. ISBN 978-83-7523-722-1.